# Bjelovarsko-bilogorska županija
Bjelovarsko-bilogorska županija je ena izmed 21 županij Hrvaške. Glavno mesto županije je Bjelovar.

## Upravna delitev
- Mesto Bjelovar (sedež županije)
- Mesto Čazma
- Mesto Garešnica
- Mesto Grubišno Polje
- Mesto Daruvar
- Občina Berek
- Občina Dežanovac
- Občina Đulovac
- Občina Hercegovac
- Občina Ivanska
- Občina Kapela
- Občina Končanica
- Občina Nova Rača
- Občina Rovišće
- Občina Severin
- Občina Sirač
- Občina Šandrovac
- Občina Štefanje
- Občina Velika Pisanica
- Občina Velika Trnovitica
- Občina Veliki Grđevac
- Občina Veliko Trojstvo
- Občina Zrinski Topolovac